# Andrzej Bartkowiak
Andrzej Bartkowiak, né en 1950 à Łódź en Pologne, est réalisateur, directeur de la photographie et acteur de film à Hollywood. Il étudie d'abord à la prestigieuse École de cinéma de Łódź et s'établit en 1972 aux États-Unis.

## Filmographie

### Comme directeur de la photographie
- 1976 : Deadly Hero
- 1979 : 3 by Cheever: The 5:48 (TV)
- 1981 : Le Prince de New York (Prince of the City)
- 1982 : Piège mortel (Deathtrap)
- 1982 : Le Verdict (The Verdict)
- 1983 : Daniel
- 1983 : Tendres Passions (Terms of Endearment)
- 1984 : À la recherche de Garbo (Garbo Talks)
- 1985 : L'Honneur des Prizzi (Prizzi's Honor)
- 1986 : Les Coulisses du pouvoir (Power)
- 1986 : Le Lendemain du crime (The Morning After)
- 1987 : Cinglée (Nuts)
- 1988 : Jumeaux (Twins)
- 1989 : Family Business
- 1990 : Contre-enquête (Q & A)
- 1991 : Hard Promises
- 1992 : Une étrangère parmi nous (A Stranger Among Us)
- 1993 : Chute libre (Falling Down)
- 1993 : L'Avocat du diable (Guilty as Sin)
- 1994 : Speed
- 1994 : Un Anglais sous les tropiques (A Good Man in Africa)
- 1995 : Losing Isaiah : Les Chemins de l'amour (Losing Isaiah), de Stephen Gyllenhaal
- 1995 : La Mutante (Species)
- 1995 : Jade
- 1996 : Leçons de séduction (The Mirror Has Two Faces)
- 1997 : Le Pic de Dante (Dante's Peak)
- 1997 : L'Associé du diable (The Devil's Advocate)
- 1998 : U.S. Marshals
- 1998 : L'Arme fatale 4 (Lethal Weapon 4)
- 1999 : Turkey. Cake.
- 2000 : Fausses Rumeurs (Gossip)
- 2000 : Treize jours (Thirteen Days)
- 2011 : Effraction (Trespass)

### Comme réalisateur

#### Cinéma
- 2000 : Roméo doit mourir (Romeo Must Die)
- 2001 : Hors limites (Exit Wounds)
- 2003 : En sursis (Cradle 2 the Grave)
- 2005 : Doom
- 2009 : Street Fighter: Legend of Chun-Li (Street Fighter: The Legend of Chun-Li)
- 2016 : Maximum Impact

#### Télévision
- 2001 : HRT (Hostage Rescue Team) : pilote série télévisée[1]

### Comme acteur
- 1984 : À la recherche de Garbo (Garbo Talks) de Sidney Lumet